# Morti nel 1258
| Questa pagina contiene informazioni ricavate automaticamente dalle voci biografiche con l'ausilio del template Bio e di un bot. L'aggiornamento è periodico e automatico e ricostruisce completamente la pagina. Se manca una persona in questa lista, sei pregato di non aggiungerla, ma accertati piuttosto che la sua voce biografica contenga il template Bio e che i dati anagrafici siano correttamente compilati. Se il template Bio manca, inseriscilo tu stesso o, in alternativa, metti l'avviso {{tmp\|Bio}} che ne segnala la mancanza. Se i dati riportati sono sbagliati, correggi direttamente la voce biografica; le modifiche saranno visibili in questa lista entro pochi giorni. Per chiarimenti vedi il progetto biografie. La lista contiene solo le 31 persone che sono citate nell'enciclopedia e per le quali è stato implementato correttamente il template Bio. Pagina aggiornata al 18 ago 2025. |

- 20 febbraio - Al-Musta'sim, califfo (n. 1213)
- 26 marzo - Fiorenzo de Voogt
- 5 aprile - Giuliana di Cornillon, mistica belga
- 2 giugno - Edmondo de Lacy, nobile inglese (n. 1230)
- 2 giugno - Pietro del Portogallo, conte di Urgell, conte (n. 1187)
- 15 giugno - Ada d'Olanda, badessa tedesca (n. 1208)
- 22 luglio - Mainardo I di Tirolo-Gorizia, conte (n. 1194)
- 18 agosto - Teodoro II Lascaris, imperatore bizantino (n. 1221)
- 23 agosto - Alice di Mâcon, contessa
- 25 agosto - Giorgio Muzalon, funzionario bizantino
- 12 settembre - Tesauro Beccaria, cardinale e santo italiano
- 18 ottobre - Borrello d'Agnone, nobile italiano
- Abu Yahya ibn Abd al-Haqq, sultano
- Anna Angelina Comnena Ducas, bizantina
- Ugo de' Borgognoni, medico italiano (n. 1180)
- Guillaume de Chateauneuf
- Lanfranco Cigala, trovatore, giurista e diplomatico italiano
- Walter Comyn, nobile e politico scozzese
- Enrico II, vescovo cattolico italiano
- Fulk III FitzWarin, nobile normanno
- Ginepro, religioso italiano
- Guglielmo III Salusio VI
- Margherita di Namur, nobile francese (n. 1196)
- Aldobrandino Ottoboni, politico italiano
- Abu l-Hasan al-Shadhili, mistico berbero (n. 1196)
- Angelo Tancredi, francescano italiano
- Bartolomeo da Brescia, teologo e giurista italiano
- Alferio de Alferis, vescovo cattolico italiano
- Robert de la Piere, francese
- Brancaleone degli Andalò, politico italiano (n. 1220)
- Fujiwara no Tomoie, poeta giapponese (n. 1182)